# Guru Patimpus
Guru Patimbus Sembiring Pelawi est, selon la Riwayat Hamperan Perak, le fondateur de la ville de Medan, la capitale de la province indonésienne de Sumatra du Nord.
Selon les sources, il serait le petit-fils du "roi-prêtre" des Batak Toba, Si Singamangaraja, ou originaire du plateau Karo au nord du lac Toba.